# Бигнек (Иллинойс)
Бигнек (англ. Bigneck) — невключённая территория в округе Адамс (штат Иллинойс, США).
Также известна как Биг Нек. Находится в 12 км к северо-западу от Голдена. Обслуживается дорогой № 61 штата Иллинойс. Некогда в Бигнеке размещалось почтовое отделение, которое в данный момент не функционирует.